# Emberá-Baudó jezik
Emberá-Baudó jezik (ISO 639-3: bdc), indijanski jezik porodice choco, kojim govori 5 000 ljudi (1995 SIL) u bazenu rijeke Baudó i još nekim pritokama Pacifika u Kolumbiji. 
Emberá-Baudó su jedno od nekoliko plemena iz skupine Emberá, koji s plemenima i istoimenim jezicima emberá-chamí [cmi], emberá-tadó [tdc] i epena [sja] čine južnu embera podskupinu.

## Vanjske poveznice
- Ethnologue (14th)
- Ethnologue (15th)